# Felbertal (Scheelitlagerstätte)
Die Scheelitlagerstätte Felbertal, auch Mittersill genannt, ist heute einer der größten Wolframproduzenten außerhalb Chinas und der größte Europas. Die Lagerstätte, im Felbertal, 6 km südlich von Mittersill, wurde 1967 entdeckt. Seit 1976 wird im Felbertal Scheelitführendes Erz zur Gewinnung von Wolfram durch die Wolfram Bergbau und Hütten AG (WBH AG) gefördert.

## Geologie und Erzbildung
Die Scheelitlagerstätte Felbertal befindet sich in metamorphen Gesteinen des frühen Paläozoikums, hauptsächlich in Metabasiten des Tauernfensters, die während der variszische Orogenese (~ 340–290 Mya) von zahlreichen Graniten durchdrungen und anschließend während der alpidische Orogenese (~ 30 Mya) metamorphosiert wurden. Neben Scheelit, treten Pyrrhotin, Pyrit, Kupferkies, Molybdänit, Apatit und Beryl häufig auf. Andere Begleitminerale sind Tungstenit-Molybdänit Mischkristallreihe, Markasit, Bleiglanz, Arsenkies, Zinkblende, Pentlandit, Magnetit, Hämatit und mehrere Sulfosalze.
Seit seiner Entdeckung im Jahr 1967 haben sich die Ideen zur Entstehung von Felbertal stark verändert. Während in den frühen Tagen die Lagerstätte aufgrund ihrer teilweise stratiformen Morphologie als syngenetisch und im Zusammenhang mit submarinen vulkanischen Exhalationen im frühen Paläozoikum interpretiert wurde, haben neuere Arbeiten gezeigt, dass Felbertal eine epigenetische Lagerstätte ist, die durch aus einem spätpaläozoischen Granit abgeleitete hydrothermale Fluide gebildet wurde.

## Entdeckung
In den 1960er bis 1980er Jahren wurde in den Ostalpen eine Vielzahl von Scheelitvorkommen entdeckt, darunter 1967 die Scheelitlagerstätte Felbertal, wo die schwierigen Explorationsarbeiten im hochalpinen Gelände (höchste Abbaustelle am Brentling in 2100 m Seehöhe) 1971 begannen. Den in Bächen vorhandenen Erzstücken wurde dabei mit Hilfe von UV-Licht nachgespürt (Scheelit fluoresziert).

## Abbau
Der von der Firma Wolfram Bergbau und Hütten AG (WBH) zunächst übertägige Bergbau wurde im Felbertal 1976 aufgenommen. Ab 1979 wurde Erz auch im Tiefbau gewonnen und der Tagebaubetrieb 1986 aus Umweltschutzgründen eingestellt.  Von Anfang 1993 bis Mitte 1995 war der Bergbau wegen des niedrigen Marktpreises für Wolfram vorübergehend eingestellt. Im Jahr 2016 förderten 61 Beschäftigte 515.000 Tonnen Erz mit 0,3 % WO3. 2016 hat der Erzbergwerk Felbertal sein 40-jähriges Bestehen gefeiert. In diesem Zeitraum wurden 15 Mio. t Erz und rund 60.000 t WO3 gefördert. Dazu wurden 66 Kilometer an Aus- und Vorrichtungsstrecken erstellt.
Das Wolframerz aus dem Felbertal wird seit 1986 über eine untertägige Förderanlage nach Mittersill transportiert und dort von WBH aufbereitet. Die in der Erzaufbereitungsanlage erzielte Konzentrate enthalten 30–35 % WO3 und es wird ein Ausbringen von 86 % erreicht. Von Mittersill gelangt das Scheelitkonzentrat nach Sankt Martin im Sulmtal (Steiermark). Die Jahresproduktion beträgt etwa 1200 t WO3. Auf dem Gelände der 1976 geschlossenen Untertage-Braunkohlengrube von Pölfing-Bergla entstand die Wolframhütte, in der seit 1977 aus Konzentraten aus Mittersill und anderen Ländern Wolframoxid-, Wolframmetall- und Wolframcarbidpulver hergestellt werden.